# Val Dogna
La Val Dogna (Cjanâl di Dogne in friulano) è una vallata delle Alpi Giulie, in territorio italiano (Friuli-Venezia Giulia). Si trova in comune di Dogna (UD), è lunga circa 15 km ed ha direzione ovest-est, ed è attraversata da est dall'omonimo torrente. A nord è delimitata dalla boscosa costiera Jôf di Dogna-Due Pizzi, e a sud dalle aspre pareti della catena monte Cimone-Jôf di Montasio.

## Geografia antropica
Una strada militare, assai panoramica, la percorre sul fianco nord, collegando con altre strade di collegamento le poche e ormai quasi del tutto disabitate frazioni sparse: Chiout Pupin (706 m), Chiout di Goliz (591 m), La poate (500 m), Roncheschin (465 m), Chiout di Puppe (470 m), Chiout di Gus (715 m), Chiout Tasot (922 m), Chiout Zucuin (808 m), Chiout (838 m), Blaudineit (698 m), Costasacchetto (895 m), Pleziche (820 m), Mincigos (965 m).

## Storia
La morfologia di questa vallata non ha consentito la sopravvivenza di un'attività agricola minima, dopo il 1970, essendo gli appezzamenti troppo ripidi e non adatti alla meccanizzazione. Il terremoto del 1976 ha contribuito pesantemente all'abbandono degli abitati da parte delle ultime famiglie che vi erano rimaste; Chiout di Gus era stato evacuato a causa di smottamenti del suolo già nel 1972, mentre Mincigos, Chiout Tasot, Blaudineit e la Poate erano state abbandonate già precedentemente..